# Ken Green (calciatore)
Kenneth Green (Londra, 27 aprile 1924 – Sutton Coldfield, 8 giugno 2001) è stato un calciatore inglese, di ruolo difensore centrale.
Morì nel 2001 a Sutton Coldfield, all'età di 77 anni.

## Carriera
Giocò nel Birmingham City dal 1943 al 1959, per un totale di 443 presenze (includendo tutte le competizioni) e 3 gol segnati; disputò inoltre la finale di FA Cup 1956, dove il Birmingham fu battuto dal Manchester City per 3-1.
Scese in campo 2 volte per la Nazionale B inglese, e fu in seguito convocato dall'Inghilterra per giocare il Mondiale 1954 in Svizzera; nonostante questo non contò mai nessuna presenza nella Nazionale maggiore.

## Palmarès
- Second Division: 2

Birmingham City: 1947-1948, 1954-1955